# 69
69（六十九、ろくじゅうきゅう、ろくじゅうく、むそじあまりここのつ）は、自然数、また整数において、68の次で70の前の数である。

## 性質
- 69は合成数であり、正の約数は 1, 3, 23, 69 である。
  - 約数の和は96。
    - 自身の約数の和が自身を並べ替えた数になる2番目の数である。1つ前は1、次は258。(オンライン整数列大辞典の数列 A115920)
- 24番目の半素数である。1つ前は65、次は74。
- 1/69 = 0.0144927536231884057971… (下線部は循環節で長さは22)
  - 逆数が循環小数になる数で循環節が22になる3番目の数である。1つ前は46、次は92。
- 69 = (6 + 9) + (6 × 9)
  - 各位の和と各位の積を加えてできる6番目の数である。１つ前は59、次は79。(オンライン整数列大辞典の数列 A038364)
- 各位の和が15になる最小の数である。次は78。
  - 各位の和が n になる最小の数である。1つ前の14は59、次の16は79。(オンライン整数列大辞典の数列 A051885)
- 各位の平方和が117になる最小の数である。次は96。(オンライン整数列大辞典の数列 A003132)
  - 各位の平方和が n になる最小の数である。1つ前の116は468、次の118は169。(オンライン整数列大辞典の数列 A055016)
- 1から9までの約数の和である。1つ前は56、次は87。
- 約数の和が完全数496になる唯一の数427と496との差が69である。
- 倍積完全数の約数の総和で表せる数である。σ(1) + σ(6) + σ(28) = 1 + 12 + 56 = 69 (ただし σ は約数関数)
- 69 = 12 + 22 + 82 = 22 + 42 + 72
  - 3つの平方数の和2通りで表せる9番目の数である。1つ前は62、次は74。(オンライン整数列大辞典の数列 A025322)
  - 異なる3つの平方数の和2通りで表せる2番目の数である。1つ前は62、次は74。(オンライン整数列大辞典の数列 A025340)
  - 69 = 12 + 22 + 82
    - n = 2 のときの 1n + 2n + 8n の値とみたとき1つ前は11、次は521。(オンライン整数列大辞典の数列 A074504)

  - 69 = 22 + 42 + 72
    - n = 2 のときの 2n + 4n + 7n の値とみたとき1つ前は13、次は415。(オンライン整数列大辞典の数列 A074534)
- 69 = 72 + 52 − 32 + 22
  - n = 2 のときの 7n + 5n − 3n + 2n の値とみたとき1つ前は11、次は449。(オンライン整数列大辞典の数列 A135166)
- 69 = 43 + 4 + 1
  - n = 4 のときの n3 + n + 1 の値とみたとき1つ前は31、次は131。(オンライン整数列大辞典の数列 A071568)
- 69 = 34 − 3 × 4
  - n = 4 のときの 3n − 3n の値とみたとき1つ前は18、次は228。(オンライン整数列大辞典の数列 A107583)
- 69 = 15 + 25 + 35/70 + 71 + 72 + 73 × 102

## その他 69 に関連すること
- 中山道六十九次：中山道の宿場の数は、江戸〜京都間で69箇所。
- 原子番号 69 の元素はツリウム (Tm)。
- 俗に、性交時に互いの性器に顔を近づける体位をシックスナインという。
  - セルジュ・ゲンスブールの楽曲「’69はエロな年 - 69, année érotique(fr)」はこれにちなんで1969年に発表された。
  - みなもと太郎の「風雲児たち」では、子供が55人いたので有名な十一代将軍徳川家斉の死去の際「享年はスケベの家斉にふさわしく69歳」というネタが描かれている。
- 年始から数えて69日目は、平年3月10日、閏年3月9日。
- クルアーンにおける第69番目のスーラは真実である。
- 69 sixty nine は村上龍の小説。また同作品を原作とする映画。
- 69★TRIBE ロック族はフジテレビの音楽番組。69（ロック）と読む。
- 120フィルム、620フィルムでの画面サイズ → 69判
- 第69代天皇は、後朱雀天皇である。
- 日本の第69代内閣総理大臣は、大平正芳である。
- 大相撲の第69代横綱は、白鵬翔である。
- 第69代ローマ教皇はボニファティウス5世（在位：619年12月23日～625年10月25日）である。
- 第69回選抜高等学校野球大会の優勝校は、奈良代表の天理。
- 第69回全国高等学校野球選手権大会の優勝校は、大阪代表のPL学園。
- 双葉山の69連勝は大相撲の最多連勝記録である。
- イチローの69試合連続出塁は日本プロ野球の最多記録である。
- 第六十九国立銀行は、北越銀行の前身となった明治期の銀行である。
- 69 (AK-69のシングル)は、AK-69のシングルである。
- 交通事故死したニッキー・ヘイデンが付けていたゼッケン番号は69で、motoGPの永久欠番である。
- 69号室の住人はTOKYO MXの音楽番組。
- 6ix9ineはアメリカ合衆国のラッパー。